# Final da Liga Europa da UEFA de 2010–11

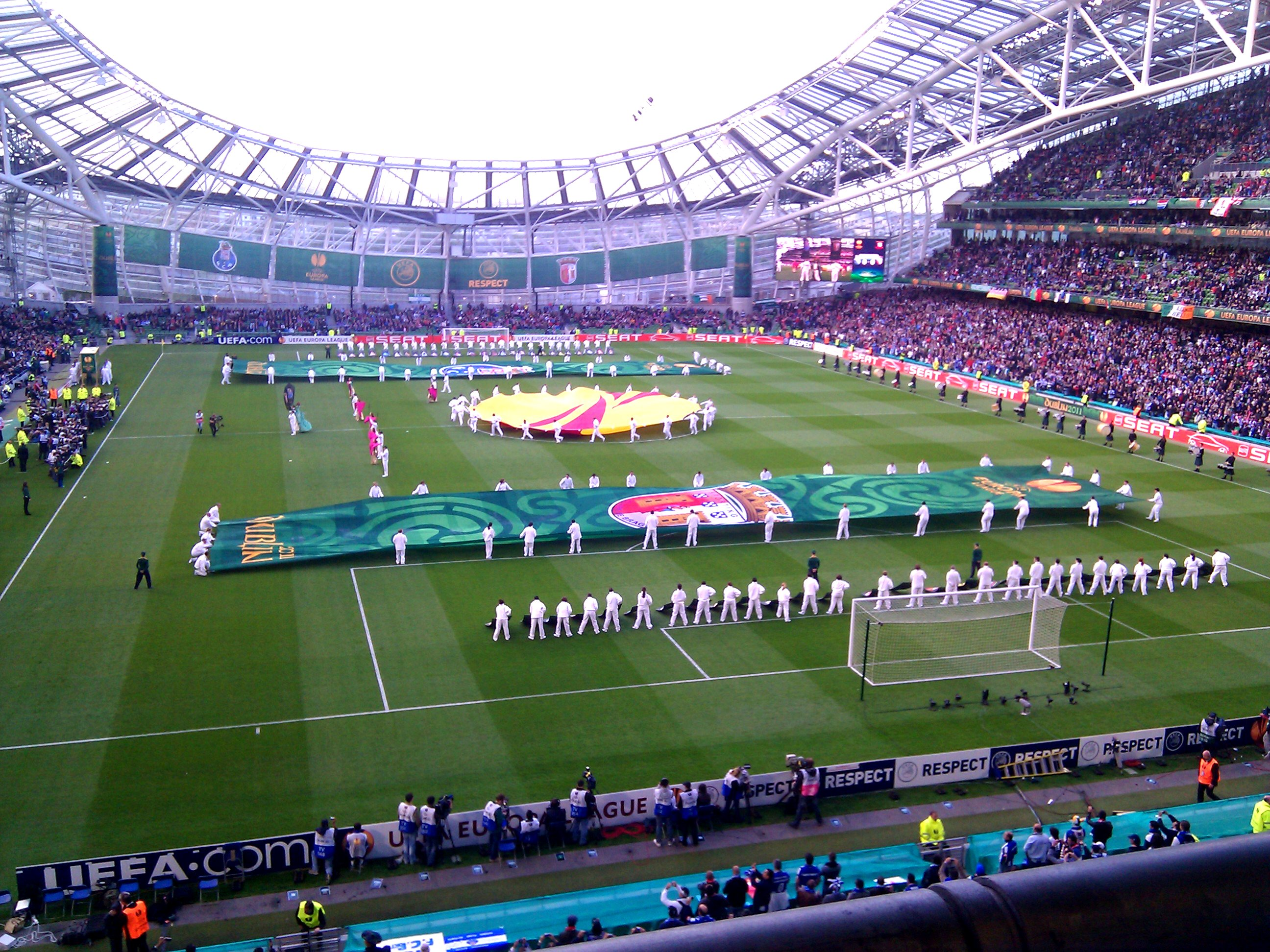

A Final da Liga Europa da UEFA 2010-11 foi a 40ª edição da decisão da segunda principal competição da Europa, cuja final foi decidida no Aviva Stadium, na cidade de Dublin, Irlanda, em 18 de maio de 2011. Foi a 8ª vez que clubes do mesmo país se defrontam na final.
O palco da decisão foi decidido no dia 29 de Janeiro de 2009, quando foi decidido qual estádio sediará a final da Liga Europa de 2010-11, entre o Emirates Stadium e o Aviva Stadium. Quando Wembley foi anunciado para sediar a final da Liga dos Campeões de 2010-11, ficou inelegível de o Emirates sediar a final.
O F.C. Porto venceu 1-0 o estreante Braga, vencendo pela segunda vez o titulo. O Colombiano Radamel Falcao foi o homem do jogo, marcando o único golo da partida e o 17º do torneio, sendo ainda, o recorde de golos da competição. 
Como vencedor, o F.C. Porto ganhou o direito de disputar a Supertaça Europeia da época 2011-12 com o vencedor da Liga dos Campeões, Barcelona.

## Detalhes
| 18 de maio de 2011 | Porto              | 1 – 0     | Braga | Aviva Stadium, Dublin                |
| 20:45              | Radamel Falcao 43' | Relatório |       | Árbitro: ESP Carlos Velasco Carballo |

| Porto | Braga |

| PORTO:            |    |                    |       |     |
|                   |    |                    |       |     |
| GK                | 1  | Helton (c)         | 90'   |     |
| RB                | 21 | Cristian Săpunaru  | 49'   |     |
| CB                | 14 | Rolando            | 90+3' |     |
| CB                | 30 | Nicolás Otamendi   |       |     |
| LB                | 5  | Álvaro Pereira     |       |     |
| DM                | 25 | Fernando           |       |     |
| CM                | 6  | Fredy Guarín       |       | 73' |
| CM                | 8  | João Moutinho      |       |     |
| RW                | 12 | Hulk               |       |     |
| LW                | 17 | Silvestre Varela   |       | 79' |
| CF                | 9  | Radamel Falcao     |       |     |
| Reservas:         |    |                    |       |     |
| GK                | 24 | Beto               |       |     |
| DF                | 4  | Maicon             |       |     |
| MF                | 7  | Fernando Belluschi |       | 73' |
| FW                | 18 | Walter             |       |     |
| FW                | 19 | Rodríguez          |       | 79' |
| MF                | 23 | Josef Souza        |       |     |
| MF                | 28 | Rúben Micael       |       |     |
| Treinador:        |    |                    |       |     |
| André Villas Boas |    |                    |       |     |

| BRAGA:             |    |                   |     |     |
|                    |    |                   |     |     |
| GK                 | 1  | Artur             |     |     |
| RB                 | 15 | Miguel Garcia     | 55' |     |
| CB                 | 3  | Paulão            |     |     |
| CB                 | 2  | Alberto Rodríguez |     | 46' |
| LB                 | 28 | Sílvio            | 30' |     |
| DM                 | 27 | Custódio          |     |     |
| DM                 | 88 | Vandinho (c)      |     |     |
| CM                 | 45 | Hugo Viana        | 24' | 46' |
| RW                 | 30 | Alan              |     |     |
| LW                 | 9  | Paulo César       |     |     |
| CF                 | 18 | Lima              |     | 66' |
| Reservas:          |    |                   |     |     |
| GK                 | 42 | Cristiano         |     |     |
| DF                 | 4  | Kaká              | 80' | 46' |
| MF                 | 8  | Márcio Mossoró    | 59' | 46' |
| FW                 | 10 | Hélder Barbosa    |     |     |
| FW                 | 19 | Albert Meyong     |     | 66' |
| DF                 | 20 | Elderson          |     |     |
| MF                 | 25 | Leandro Salino    |     |     |
| Treinador:         |    |                   |     |     |
| Domingos Paciência |    |                   |     |     |

| Melhor em campo: Radamel Falcao (Porto) Assistentes: Roberto Alonso Fernández Jesús Calvo Guadamuro Carlos Clos Gómez Antonio Rubinos Pérez |

## Estatísticas
|                   | Porto | Braga |
| ----------------- | ----- | ----- |
| Golos Marcados    | 1     | 0     |
| Remates           | 5     | 5     |
| Remates à Baliza  | 1     | 1     |
| Posse de Bola     | 58%   | 42%   |
| Cantos            | 3     | 0     |
| Faltas Cometidas  | 11    | 10    |
| Foras de Jogo     | 3     | 1     |
| Cartões Amarelos  | 0     | 2     |
| Cartões Vermelhos | 0     | 0     |

|                   | Porto | Braga |
| ----------------- | ----- | ----- |
| Golos Marcados    | 0     | 0     |
| Remates           | 3     | 4     |
| Remates à Baliza  | 0     | 2     |
| Posse de Bola     | 50%   | 50%   |
| Cantos            | 4     | 3     |
| Faltas Cometidas  | 12    | 9     |
| Foras de Jogo     | 1     | 5     |
| Cartões Amarelos  | 3     | 3     |
| Cartões Vermelhos | 0     | 0     |

|                   | Porto | Braga |
| ----------------- | ----- | ----- |
| Golos Marcados    | 1     | 0     |
| Remates           | 8     | 9     |
| Remates à Baliza  | 1     | 3     |
| Posse de Bola     | 54%   | 46%   |
| Cantos            | 7     | 3     |
| Faltas Cometidas  | 23    | 19    |
| Foras de Jogo     | 4     | 6     |
| Cartões Amarelos  | 3     | 5     |
| Cartões Vermelhos | 0     | 0     |